# تمير مدرج
تمير مُدَرّج (الاسم العلمي: Anabathmis)، جنس من التميريات. يضم ثلاثة أنواع:
- Reichenbach's sunbird, Anabathmis reichenbachii
- Príncipe sunbird, Anabathmis hartlaubii
- Newton's sunbird, Anabathmis newtonii